# ロバート・アイケルバーガー
ロバート・ローレンス・アイケルバーガー（Robert Lawrence Eichelberger, 1886年3月9日 - 1961年9月25日）は、アメリカ合衆国の陸軍軍人。
退役後に大将まで昇進した。
著書に『東京へのいばらの道』がある。

## 概要
太平洋戦争において設置された合衆国陸軍第8軍の初代司令官となり、第8軍による対日戦および日本占領を指揮する。
1945年（昭和20年）8月30日に厚木飛行場に到着。最先任者としてダグラス・マッカーサーの出迎え役を担った。
離任前には日本の再武装を主張し、民政局や極東委員会と対立。在任中には再武装には至らなかったものの、海上保安庁の設置を実現させる。
直属上官である最高司令官ダグラス・マッカーサーと表立っては対立しなかったものの、マッカーサーを辛辣に批判する日記が遺されている。

## 経歴
- 1909年6月 陸軍士官学校卒
- 1918年9月～1920年4月 米シベリア遠征軍に情報将校として参加
- 1921年8月～1924年8月 陸軍省参謀本部陸軍情報局、ワシントン会議に中華民国代表補佐として出席
- 1935年7月 参謀本部事務長（転任当初の参謀総長はダグラス・マッカーサー）
- 1940年10月 陸軍士官学校長
- 1942年1月 第77歩兵師団長
- 1942年7月 第1軍団司令官
- 1942年8月 オーストラリアのブリスベンの南西太平洋地域総司令部へ赴任
- 1942年12月 東部ニューギニアのブナへ派遣。翌年1月、ブナ奪取に成功する。その後、ニューギニア戦、南西太平洋諸島での戦闘を指揮（→ブナ・ゴナの戦い）
- 1944年9月 第8軍司令官、ルソン島の戦い、レイテ島の戦い、南部フィリピン戦を指揮
- 1944年10月 陸軍中将に昇格
- 1945年8月30日 日本に進駐
- 1948年9月 離任・帰国
- 1949年1月 退役
- 1954年7月 大将に任ぜられる
- 1961年9月 ノースカロライナ州のアシュビルにて死去、アーリントン国立墓地に埋葬される

## 栄典
- 瑞宝章
- 旭日章
- 殊勲十字章 （2度）
- 陸軍殊勲章 （4度）
- 海軍殊勲章

## 逸話
- 日本の占領期には、マッカーサーに次ぐ占領軍のナンバー2であった。温厚な人柄で日本政府からの信頼も厚く、マッカーサーとの交渉が難航した際にアイケルバーガーが間に入る「アイケルバーガールート」が機能したとされる。
- 片山内閣の芦田均外相が、終戦連絡横浜事務局長鈴木九萬を通じてアイケルバーガーに送った「芦田メモ」には、日本の安全保障を米国に委ねる旨が記されており、日米安保体制の原型となった。[2]
- 国鉄においてアイケルバーガー将軍用専用客車として、御料車十号車、御料車十一号車、マイネ38 1、スイロネフ38 1、マイロネ38 1、スハニ33 13が指定されていた[3]。
- 1947年、地方巡幸中の昭和天皇を乗せたお召し列車と、アイケルバーガー中将を乗せた連合軍専用列車が碓氷峠で行き違いをすることになり、RTO（Railway Transportation Office）の命令により、お召し列車側が5分間退避させられたというエピソードがある。
- 軽井沢滞在中、洋画家の荒井陸男を訪ね肖像画を描かせたと伝えられる[4]。